# Un detalle menor
Un detalle menor (en árabe: تفصيل ثانوي‎, romanizado: Tafṣīl Thānawī) es una novela de 2017 de la autora palestina Adania Shibli. Fue traducido al español por Salvador Peña Martín en 2019.
Tiene dos partes: la primera, que recuerda una historia real de una violación en grupo y el asesinato en 1949 de una joven árabe beduina palestina a manos de soldados israelíes, y en la segunda parte, que cuenta un relato ficticio de la vida moderna de una mujer palestina que intenta investigar este incidente.
La novela fue nominada al Premio Nacional del Libro de Literatura Traducida en 2020, preseleccionada para el Premio International Booker en 2021 y ganó el LiBeraturpreis en 2023.

## Desarrollo
Es la tercera novela de Shibli, escrita a lo largo de 12 años. Fue escrito en árabe, publicado por primera vez en ese idioma en 2017, y traducido al español por Salvador Peña Martín en 2019. Se basa en una historia real.
La novela se publicó en árabe en 2017. Recibió varias traducciones desde entonces:
- Alemán: Eine Nebensache . Dt. von Günther Orth. Berenberg Verlag, Berlín 2022, ISBN 9783949203213
- Español: Un detalle menor. Editorial Hoja de Lata Editorial, 2019, ISBN 9788416537570
- Inglés: Minor Detail. Fitzcarraldo Editions (Reino Unido), 2020, ISBN 9781913097172 (112 páginas); New Directions Publishing (EE. UU.), ISBN 9780811229074 (105 páginas); Text Publishing (Australia), ISBN 9781922268693 (176 páginas)
- Francés: Un détail mineur . Actes Sud, 2020, ISBN 9782330142094
- Polaco: Drobny szczegół . Wydawnictwo Drzazgi, 2023. ISBN 9788396898807

## Argumento

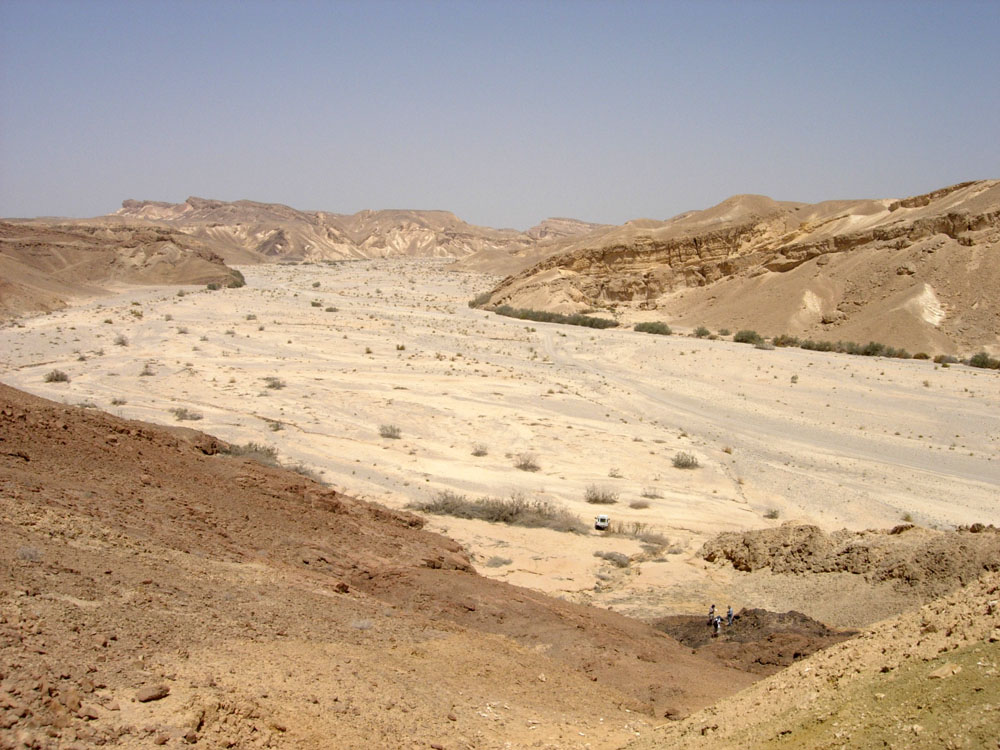
Desierto del Néguev, donde se desarrolla parte de la novela.

La novela relata en su primera parte un hecho histórico, la violación en grupo y el asesinato de una joven árabe beduina-palestina en 1949 por soldados israelíes en el desierto de Néguev. La segunda parte trata de una persona moderna, una habitante anónima de Ramala, que se entera del incidente de 1949 a través de un registro periodístico, se ve atormentada por él ya que comparte la misma fecha que su cumpleaños e intenta investigar el incidente visitando archivos del museo (incluido el Batei HaOsef, el Museo de Historia de las Fuerzas de Defensa de Israel). Su investigación se ve dificultada por las restricciones de viaje que enfrentan los palestinos. Finalmente, tras haber violado las restricciones de viaje, las Fuerzas de Defensa de Israel (FDI) la ejecutan en el mismo lugar que la niña beduina.

## Recepción
En 2020, Anthony Cummins y Fatima Bhutto revisaron el libro para The Guardian. Cummins calificó el libro como una «narrativa muy sofisticada que explora sin piedad los límites de la empatía y el deseo de corregir... los errores históricos dando voz a los que no la tienen». Bhutto calificó los escritos de Shibli como «sutiles y agudamente observados», y concluyó que «el libro es, en distintos puntos, aterrador y satírico; en todo momento, peligrosa y devastadoramente bueno».
Ese año la novela también fue reseñada por Katie da Cunha Lewin para Los Angeles Review of Books, da Cunha Lewin describió el libro como «un trabajo intenso y penetrante sobre el profundo impacto de vivir con violencia», concluyendo que «el trabajo de Shibli es poderoso». da Cunha Lewin, quien escribió su reseña basada en la traducción al inglés de Elisabeth Jaquette, afirmó que «esta traducción de Elisabeth Jaquette está realizada con una claridad exquisita y un control silencioso».
También ese año fue reseñado por Egina Manachova para el Chicago Review. Manachova se refirió a la novela como «escasa, desconcertante e inquietante». Elogió la calidad de la traducción y describió el elemento vinculante de las dos partes de las novelas como el concepto de Nakba (la destrucción de la sociedad y la patria palestinas en 1948, y el desplazamiento permanente de la mayoría de los árabes palestinos). También comenta el hecho de que no se nombra a ningún personaje de las novelas, mientras que el libro también proporciona los nombres cambiantes (anteriormente palestino, ahora israelí) de varios lugares, argumentando que representa un «proceso de expropiación y desplazamiento de tierras».
Christopher Linforth lo revisó también en 2020 para World Literature Today. Linforth escribió que la novela «consolida la posición de [Shibli] entre los primeros rangos de novelistas palestinos que trabajan hoy», calificó la obra de «breve pero poderosa» y elogió la división de la novela en dos partes (el «uso de líneas de tiempo estilísticamente diferentes»).
Nirmala Devi publicó otra reseña de 2020 en ArtReview. Devi resumió el tema como «aparentemente una historia sobre la banalidad de la brutalidad y la capacidad de los poderosos para borrar a los impotentes», y concluyó que la novela y su traducción son «una clase magistral extraordinaria sobre cómo hacer las cosas con palabras y las lagunas intermedias».
Escribiendo para The New York Times, Abhrajyoti Chakraborty comentó sobre la estructura de dos partes de la novela, escribiendo que «tal vez los detalles de las dos historias se reflejan entre sí porque el pasado ni siquiera es pasado».

### Controversia del Premio LiBeraturpreis 2023
Tras la publicación de la edición alemana en 2022, en 2023 la novela fue seleccionada para el LiBeraturpreis 2023 por la organización literaria alemana LitProm. Unos días antes de la fecha anunciada, LitProm canceló la ceremonia en la Feria del Libro de Fráncfort y la pospuso hasta una fecha no especificada, citando la guerra en curso entre Israel y Hamás. Esto ha dado lugar a una controversia; a raíz de la cancelación anunciada, más de 1000 autores e intelectuales, entre ellos Colm Tóibín, Hisham Matar, Kamila Shamsie, William Dalrymple y los premios Nobel Abdulrazak Gurnah, Annie Ernaux y Olga Tokarczuk, criticaron la Feria del Libro de Fráncfort y escribieron abiertamente carta que la Feria del Libro tenía «la responsabilidad de crear espacios para que los escritores palestinos compartieran sus pensamientos, sentimientos y reflexiones sobre la literatura en estos tiempos terribles y crueles, no cerrarlos».
Antes de la decisión de la Feria del Libro, el libro había recibido críticas de varios críticos alemanes. Ulrich Noller, periodista del jurado de Litprom, renunció al jurado en protesta, afirmando que la novela tiene «narrativas antiisraelíes y antisemitas». Carsten Otte, un crítico literario asociado con el periódico alemán Die Tageszeitung, se hizo eco de sentimientos similares, criticando el libro alegando que contenía una narrativa en blanco y negro: «Todos los israelíes son violadores y asesinos anónimos, mientras que los palestinos son víctimas de envenenamientos u ocupantes de gatillo fácil».
El 12 de octubre, la destacada crítica literaria Iris Radisch se pronunció a favor de la concesión del premio literario en el semanario Die Zeit. Se refirió al reconocimiento internacional que ha recibido la novela y que también fue «con razón celebrada como una obra maestra literaria» por los críticos literarios alemanes. Además, Radisch escribió que una excelente novela literaria de un escritor palestino que ahora se asociaba con los «actuales asesinatos en masa de Hamás» no tenía nada que ver con una crítica literaria seria. En su artículo del 13 de octubre en el Frankfurter Allgemeine Zeitung, el literato y periodista Paul Ingendaay hacía referencia a una entrevista con Shibli que ya había realizado en 2022 con motivo de la publicación alemana de su novela. A partir de esto, Ingendaay cita las declaraciones de Shibli como una escritora interesada en la representación literaria de temas como el control y el miedo a una persona, permitiendo así al autor y al lector obtener conocimientos ocultos sobre ellos mismos. En resumen, Ingendaay escribió que Shibli condenaba cualquier forma de nacionalismo y se había pronunciado a favor de «percibir el dolor de los demás». En respuesta a sus preguntas sobre la identidad de Shibli como palestina, Ingendaay continuó: «En la conversación posterior, Shibli desconfiaba de las declaraciones políticas y especialmente de la agitación. En cambio, insistió en apreciar su novela Un detalle menor (y la escritura de ficción en general) como un lugar para pensar sobre el lenguaje, el lugar y la identidad, lo que siempre depende de quién la lee».

## Análisis
Varios críticos comentaron sobre el estilo literario de la obra. Cummins observó que «el lenguaje, tan ligero de juicio como una dirección escénica, es muy desconcertante... los acontecimientos se registran minuciosamente pero sin emoción». Bhutto comentó que «los colonos y soldados que describe en la segunda mitad de la novela están representados sin malicia ni artificio». Devi escribió que «la narración se cuenta en tercera persona, a menudo en un tono fríamente analítico... La única presencia emocional en la narración viene en la forma del perro de la víctima. Y nadie puede entenderlo tampoco». Además, el estilo imparcial de Shibli ha sido comparado con El extranjero de Albert Camus.

## Premios
- Premio Nacional del Libro de Literatura Traducida (finalista, 2020) [18]
- Premio Internacional Booker (lista larga, 2021) [19] [20]
- Premio Liberatur (2023) [13]